# Киотская башня
Киотская башня (яп. 京都タワー Кё:то тава:) — самое высокое строение Киото, Япония. Башня представляет собой стальную конструкцию высотой 131 метр (шпиль) и массой около 800 тонн. Башня построена по проекту архитектора Макото Танахаси. Публичное открытие башни состоялось 28 декабря 1964 года.